# Kanton Rennes-Nord
Der Kanton Rennes-Nord war von 1973 bis 2015 ein französischer Wahlkreis im Arrondissement Rennes, im Département Ille-et-Vilaine und in der Region Bretagne. Er umfasste Wohnviertel nördlich des Kanals Ille-et-Rance im Norden der Stadt Rennes, das Gelände der Präfektur (Regionalverwaltung), das Gebiet Atalante-Nord und das Industrie- und Geschäftsviertel Rennes-Nord. 

## Geschichte
Der Kanton entstand durch eine Reorganisation der Wahlkreise im Raum Rennes im Jahr 1973 und trug bis 1985 den Namen Rennes-IV. Bis 1991 gehörten auch die Gemeinden des Kantons Betton zu Rennes-Nord. 2015 wurde der Kanton aufgelöst.

## Politik
Der Kanton hatte bis zu seiner Auflösung folgende Abgeordnete im Rat des Départements:  
| Vertreter im conseil général des Départements | Vertreter im conseil général des Départements | Vertreter im conseil général des Départements |
| Amtszeit                                      | Name                                          | Partei                                        |
| --------------------------------------------- | --------------------------------------------- | --------------------------------------------- |
| 1973–1988                                     | Jacques Cressard                              | Union pour la défense de la République (UDR)  |
| 1988–1992                                     | Paul Ruaudel                                  | DVD UMP                                       |
| 1992–1998                                     | Stéphane Jambois                              | UDF                                           |
| 1998–2011                                     | Martial Gabillard                             | PS                                            |
| 2011–2015                                     | Marc Hervé                                    | PS                                            |